# When You Love a Woman
Singles de Journey
Lights (Live)
(1993) Message of Love
(1996)
When You Love a Woman est une chanson de Journey sorti sur l'album Trial by Fire en 1996.
Cette chanson est une ballade et le groupe a reçu un Grammy Awards dans la catégorie Grammy Award de la meilleure prestation pop d'un duo ou groupe avec chant.

## Charts
| Pays       | Chart                         | Meilleure position |
| ---------- | ----------------------------- | ------------------ |
| États-Unis | Hot 100 Airplay (Radio Songs) | 9                  |
| États-Unis | Hot Adult Contemporary Tracks | 1                  |
| États-Unis | Billboard Hot 100             | 12                 |